# توني الميدا (شخصية خيالية)
أنتوني "توني" ألميدا شخصية خيالية يصورها كارلوس برنارد في المسلسل التلفزيوني 24. ظهر ألميدا في ما مجموعه 126 حلقة (بما في ذلك 24: ليجاسي )، وهو ثاني أكبر عدد من الحلقات من أي شخصية في المسلسل، والثالث هو كلوي أوبريان (125) والأول هو جاك باور (192)، صورته ماري لين راجسكوب وكيفر ساذرلاند على التوالي. على الرغم من الخلاف في البداية مع جاك باور، فقد طور في النهاية صداقة قوية مع جاك وأصبح أحد الأشخاص القلائل الذين يثق بهم جاك في حياته دون قيد أو شرط. ومع ذلك، فإن فقدان زوجته ميشيل دريسلر وابنه الذي لم يولد بعد على يد مؤامرة حكومية تدفعه إلى اليأس ثم الغضب. إن نزوله إلى الظلام والشر للسعي للانتقام من أولئك المسؤولين عن تدمير حياته أمر يأسف له المعجبون على نطاق واسع ويعرض تباينًا مظلمًا مع جاك الذي دمرت الحكومة حياته أيضًا.

## وصف الشخصية
ولد توني الميدا في شيكاغو في ولاية إلينوي عام 1972، امه إيطالية ووالده برتغالي إسباني.  حصل على درجة البكالوريوس في العلوم في علوم وهندسة الكمبيوتر من جامعة ولاية سان دييغو ودرجة الماجستير في علوم الحاسوب من جامعة ستانفورد. خدم في سلاح مشاة البحرية الأمريكية وحضر تدريب Scout Sniper والمراقبة واكتساب الهدف. تم تسريحه بشرف من منصبه كملازم أول وعمل محلل أنظمة قبل أن يتم تعيينه من قبل CTU. لقد كان في السابق في حلقات أكثر من أي شخصية أخرى، في المرتبة الثانية بعد Jack Bauer، لكن كلوي أوبراين تفوقت عليه.

## الظهور في المسلسل

### 24: اليوم الأول
توني الميدا هو محلل أنظمة والثالث في القيادة في مقر وحدة مكافحة الإرهاب في لوس أنجلوس، وهو متورط عاطفياً مع الزميلة نينا مايرز. وبالتالي، فإن توني لديه عداوة تجاه بطل المسلسل جاك باور، الذي كان سابقًا على علاقة مع نينا.
بعد منتصف الليل بقليل تصل أنباء عن محاولة اغتيال محتملة للمرشح الرئاسي الديمقراطي ديفيد بالمر. عندما يُجبر جاك باور على وقف الاتصال مع وحدة مكافحة الإرهاب، يشتبه توني ودائرة الرقابة ويضعان وحدة مكافحة الإرهاب تحت الإغلاق بينما يستجوب جورج ميسون أعضاء فريق العمل الرئيسيين.  تثار شكوك توني أكثر عندما يعود جاك ويتسلل إلى نينا خارج المقر الرئيسي تحت تهديد السلاح.  بعد ذلك بوقت قصير، استجوب توني ونينا جامي فاريل، مما دفعها إلى الاعتراف بتورطها مع إيرا جاينز الإرهابي الذي يقف وراء اختطاف زوجة جاك وابنته.  ماتت جامي في حالة انتحار على ما يبدو بعد ذلك بوقت قصير. 
بعد أن نجح جاك في إنقاذ كيم باور وتيري باور، شجع كل من ألبرتا جرين و ريان تشابيل توني على الإبلاغ عن جاك لتعريض السيناتور ديفيد بالمر للخطر دون داع. ومع ذلك يرفض توني.  تهرب كيم وتيري من منزل آمن لوحدة مكافحة الإرهاب عندما هاجمه قتلة يعملون لحساب أرباب عمل جاينز، أندريه وأليكسيس درازين. بعد مواجهة من قبل نينا، يزور توني منزل جاك وينقذ كل من تيري وفيل بارسلو من القتل على يد يوفان ميوفيتش.
قبل نهاية اليوم، يتم إنقاذ ديفيد بالمر وقتل دريزن. ومع ذلك، تم الكشف عن أن نينا هي الجاسوس الثاني الذي يعمل لصالح دريزن، بعد أن قتلت جامي فاريل وخططت لتلفيق انتحار جامي فاريلعندما كشفها Jamey (Nina). يدرك جاك ذلك من خلال مشاهدة أشرطة الأمان التي تظهر مقتل جامي فاريل. تم القبض على نينا، ولكن ليس قبل أن تقتل العديد من الأشخاص أثناء محاولتها الهرب، بما في ذلك تيري. عندما وجه جاك البندقية إلى نينا لخيانتها، قام توني وجورج بإثناء جاك عن الضغط على الزناد. لم يسع توني إلا أن يشاهد في اشمئزاز وعدم تصديق المرأة التي كان يعتقد أنه يحبها يتم إبعادها.

### 24: اليوم الثاني
أصبح توني رئيس الوحدة الجديد والثاني في قيادة ماسون في وحدة مكافحة الإرهاب CTU، وهو حاضر عندما عاد جاك إلى الوكالة للمساعدة في مطاردة مجموعة "الموجة الثانية"، وهي منظمة إرهابية شرق أوسطية تخطط لتفجير سلاح نووي في لوس أنجلوس. عندما أبلغت كيت وارنر عن رضا نايير إلى وحدة مكافحة الإرهاب، استجوب توني رضا وعائلة وارنر. على الرغم من أن السجلات المالية تربط رضا بزعيم الموجة الثانية، سيد علي، إلا أن رضا ينفي أي تورط مع الإرهابيين. تم الكشف لاحقًا أن رضا بريء بالفعل وأن خطيبته، ماري وارنر، كانت هي التي تتعاون مع علي.
بالقرب من بداية الموسم الثاني، تعرض ماسون لجرعة قاتلة من البلوتونيوم من مكان القنبلة النووية التي تخطط مجموعة الموجة الثانية لتفجيرها، مما أدى إلى إصابته بمرض الإشعاع. قام ماسون في النهاية بتمرير قيادة وحدة مكافحة الإرهاب إلى توني، وترك الوكالة. بعد ساعة واحدة، في محاولة نبيلة لإزالة القنبلة النووية من منطقة مأهولة بالسكان، يقود ماسون طائرة تحمل القنبلة في صحراء نيفادا، وضحى بحياته أثناء انفجارها. تحت قيادة توني، تتلقى وحدة مكافحة الإرهاب تسجيلات لقاء بين علي وممثلين من ثلاث دول في الشرق الأوسط في قبرص.
يعلم جاك من جوناثان والاس أن التسجيلات القبرصية كانت مزيفة. بعد معرفة الحقيقة بنفسه بدأ توني، جنبًا إلى جنب مع ميشيل ديسلر، بمساعدة جاك سرًا، واضطروا في النهاية إلى إعاقة القائد تشابيل جسديًا. بعد أن عثرت كاري على تشابيل، أمر باعتقالهم. ومع ذلك، عندما يطلب مايك نوفيك من تشابيل مساعدة جاك وتوني وميشيل، يتم منحهم الحصانة ويتم إعادتهم. بمساعدة توني وميشيل، تمكن جاك وشيري بالمر، زوجة الرئيس السابقة، من الحصول على تسجيل يورط بيتر كينجسلي، المتلاعب الحقيقي بأحداث اليوم، ويمنع نشوب حرب مع الشرق الأوسط.
على مدار اليوم، بدأ توني وميشيل في إدراك أنهما يشتركان في جاذبية متبادلة. في البداية، يحافظ توني على مسافة بعيدة عن التردد بعد ما حدث مع نينا. بعد تلقي نصيحة فراق من Mason، أعربت ميشيل عن اهتمامها. أصبح الاثنان متورطين عاطفيًا ثم يتزوجان لاحقًا.

### 24: اللعبة
في حين أن جاك باور غالبًا ما يكون مشغولًا مسبقًا بمهام أخرى مثل العملاء المحتملين لإنقاذ ابنته أو العثور على مزيد من المعلومات حول التهديدات الإرهابية، فقد كان توني في الميدان على نطاق واسع مثل كل من جاك وتشيس إدموندز. طوال اليوم ألقى توني القبض على جوزيف سين-تشونغ، الذي كان يتظاهر حاليًا على أنه أحد أفراد طاقم قارب الشحن المعتقل المسمى لي جين يو. منع تهديدًا إرهابيًا في محطة مترو قبل القبض على CTU. خلال الساعة التي احتُجزت فيها وحدة مكافحة الإرهاب كرهينة، يوجه توني كيم باور لتشفير القرص الصلب الذي يحتوي على بيانات عملاء وحدة مكافحة الإرهاب السريين، مما يبطئ بشكل كبير من تقدم الإرهابيين في الحصول على المعلومات.
بعد فترة وجيزة من عودة كيم إلى وحدة مكافحة الإرهاب، يقود توني أحد الفرق التكتيكية لنزع سلاح إحدى القنابل في موقع بناء يقع على طول خط الصدع. بعد ساعات من التهديد، كان على توني أن يذهب إلى مسرح الجريمة، والتي تضمنت وضع الرهائن مع الحاكم جيمس رادفورد. بعد كبح أكبر عدد ممكن من المسلحين المرتبكين، كان عليه أن يتفاوض مع القائد، الذي كان مجرد رجل يائس يحاول إنقاذ ابنه المريض. ينجح توني في تهدئة المسلح، ولكن تم العثور على المسلح ميتًا في الوقت الذي يفتح فيه توني الباب المغلق. بدأ يشك في رادفورد وهو يفحص جثة المسلح. تحققت شكوك توني عندما اتصل به مساعد الحاكم رادفورد لإخباره بمقابلتها في فيشر بيير، وهو ما كان يحدث تقريبًا في نفس وقت عودة تشيس إدموندز إلى وحدة مكافحة الإرهاب.
التقى توني بالمساعد وحصل على بطاقة دخول إلى مكتب رادفورد، حيث شك المساعد في أن رادفورد متورط في نشاط إرهابي. تحققت الشكوك عندما نصبت طائرة هليكوبتر كمينًا للزوجين، مما أسفر عن مقتل المساعد. بالكاد ينجو توني بحياته ويذهب إلى مبنى مكتب الحاكم. بعد التعامل مع العديد من المسلحين تحت مراتب رادفورد وإنقاذ أي مدنيين محاصرين، وجد توني أدلة تظهر تورط رادفورد مع الإرهابيين. اتضح أن رادفورد شوهد وهو يتحدث مع بيتر مادسن وجوزيف سين تشونج ورجل ثالث مجهول. يحاول توني تعقب رادفورد وتمكن من التنصت على محادثة رادفورد مع الرجل المجهول. حاول رادفورد الخروج، لكن القاتل ماندي قتل بالفعل رادفورد قبل أن يتمكن توني من فعل أي شيء. أثبتت أدلة توني أنها لا تقدر بثمن لأن CTU تمكنت لاحقًا من التعرف على الرجل الثالث باسم ماكس.
بينما كان جاك وتشيس مشغولين في فورت ليسكر، كان لدى توني وميشيل وشابيل معلومات تفيد بأن كيت وارنر لا تزال على قيد الحياة، لكن تشابيل منع توني من إخطار جاك تحت ستار إكمال المهمة المحددة. بعد بضع ساعات، كان التتبع قد اكتمل في يخت ماكس. بعد توبيخ تشابيل بدافع الاشمئزاز، عاد توني إلى الميدان مرة أخرى لمساعدة جاك وتشيس في LA Docks في طائرة هليكوبتر CTU. يلتقط توني "تشيس" أولاً، ويقود المروحية ليوفر "تشيس" دعمًا لإطلاق النار لجاك قبل اصطحابه.
يقوم توني بمناورة المروحية حول اليخت مما يسمح لـ Chase بجزم المسلحين الذين يطلقون النار عليهم، بينما ينزل جاك على سطح اليخت. مع انتهاء اليوم، يبقى توني على متن اليخت مع كيت لتنظيف الفوضى بينما يقود تشيس المروحية مع جاك المصاب إلى مستشفى قريب.

### 24: اليوم الثالث
عروض ترويجية لمجالات توني من عدة أقسام إقليمية لـ CTU. على الرغم من ذلك، قام هو وجاك باور وجايل أورتيجا بتنظيم عملية سرية تهدف إلى إبقاء فيروس كورديلا القاتل بعيدًا عن أيدي عائلة سالازار، وهي عائلة إجرامية مكسيكية. أثناء العملية، أصيب توني برصاصة في رقبته في مركز تجاري وأصيب بالعجز، وتركه في غيبوبة. بعد الاستيقاظ، عاد توني إلى منصبه في وحدة مكافحة الإرهاب لاستئناف العملية. تصاعد التوتر بين توني وميشيل بشأن صحته وسريته تجاهها. ميشيل محاصرة لاحقًا داخل أحد الفنادق بعد إصابتها بالفيروس، وتطلب من توني الإذن باستخدام كبسولات الانتحار لرواده المصابين.
ضد رغبات جاك الصريحة، يستخدم توني كيم في عملية ميدانية كبديل لجين سوندرز، ابنة عميل MI6 المارق ستيفن سوندرز، في محاولة لتأمين ضمانات ضده. تمامًا كما يستعد مكتب التحقيقات الفيدرالي لركن سوندرز، يكشف أنه قد أسر ميشيل وسيقتلها ما لم يساعد توني في الهروب. وافق توني، مما سمح لسوندرز بالتهرب من مكتب التحقيقات الفيدرالي وإطلاق سراح جين من عهدة وحدة مكافحة الإرهاب. يدرك جاك دوافع توني، ويقنعه بالعمل مع وحدة مكافحة الإرهاب على اللدغة. في الاجتماع المرتب، تتدخل CTU وتعتقل سوندرز. ومع ذلك، تم القبض على توني بتهمة الخيانة.

### اليوم الرابع
يدخل توني القصة مرة أخرى عن طريق إنقاذ جاك وأودري من أعداء مسلحين في شركة أمنية. تم الكشف بعد ذلك أن ألميدا قد أُرسل إلى السجن بتهمة الخيانة، لكن أطلق سراحه مبكرًا عندما حصل جاك على عفو من الرئيس بالمر. تركت ميشيل توني بسبب إدمانه على الكحول والاكتئاب، مما دفعه إلى الانتقال للعيش مع امرأة تدعى جين سلاتر. هناك، يؤوي توني جاك وأودري رينز.
يعتبر توني الإنقاذ بمثابة سداد للديون التي يدين بها لجاك لإخراجه من السجن ولا يرغب في البداية في التورط في القضية أكثر من ذلك. يحترم جاك رغبات توني، ولكن عندما يخرج من منزل توني للقبض على مشتبه به بمفرده، يبرر توني أنه سيكون من الغباء السماح لصديقه بالعودة بمفرده بعد إنقاذ حياته وعرض المساعدة. وهذا يقوده إلى مزيد من الانخراط في أحداث اليوم، والعودة في النهاية إلى وحدة مكافحة الإرهاب على أساس مؤقت.
تتصاعد التوترات عندما يتولى الوكيل الخاص المساعد المسؤول عن القسم بيل بوكانان وزوجة توني السابقة، ميشيل ديسلر، القيادة النشطة لوحدة مكافحة الإرهاب في لوس أنجلوس عندما يغادر الوكيل الخاص المسؤول المسؤول إيرين دريسكول لأسباب شخصية.
يتصادم توني وميشيل في البداية، لكن تدريجيًا بدأ الاثنان في إدراك أنهما لا يزالان يتمتعان بمشاعر تجاه بعضهما البعض. قرب نهاية اليوم، وافقوا على ترك CTU معًا وبدء حياة جديدة بمجرد التعامل مع التهديد الحالي.
قاتل يدعى ماندي قام بمحاولة اغتيال الرئيس ديفيد بالمر في الموسم الثاني، يصبح القائد التالي ويطلب بيل بوكانان توني إلى الميدان للمساعدة في القبض عليها. تم القبض على توني واستخدمته ماندي لإجبار ميشيل على تزويدها بمسار للهروب، تمامًا كما فعل سوندرز مع توني في الموسم الثالث. ميشيل على وشك الامتثال، لكنها قررت إخبار بيل بدلاً من ذلك. تحاول ماندي تزوير نفسها وموت توني في انفجار سيارة مفخخة من أجل الهروب. أثناء خروجها من المبنى تحت تهديد السلاح، حاول توني التغلب على ماندي، ولكن في النهاية تم إنقاذه من قبل جاك وكورتيس، اللذين رأيا في هذه المرحلة من خلال الحيلة.
في نهاية اليوم الرابع، عندما قرر والت كامينغز، العضو المفرط في إدارة لوغان الجديدة، أن جاك باور بحاجة إلى الموت بسبب دوره في غارة غير قانونية على القنصلية الصينية في لوس أنجلوس، يلعب توني دورًا أساسيًا في التزييف. موت جاك. بعد تهريبه من CTU، سمح توني لنفسه بتوديع صديقه عاطفيًا، قبل أن يسافر هو وميشيل لبدء حياتهما الجديدة. 

### اليوم الخامس
بحلول اليوم الخامس، غادر توني وميشيل CTU ويعيشان الحياة معًا كمدنيين. بعد تلقي أنباء عن اغتيال بالمر، تريد ميشيل الذهاب إلى وحدة مكافحة الإرهاب والمساعدة في التحقيق. يحاول توني ثنيها لكنها تغادر بدونه وتطلق قنبلة زرعت تحت سيارتها. يندفع توني من المنزل ليرى ما حدث لزوجته، ولكن عندما يجد جثتها، انفجر خزان الوقود في السيارة، مما أدى إلى إصابته بجروح خطيرة. تم التأكد لاحقًا من خلال محادثات CTU أن ميشيل ماتت. 
تم نقل توني إلى CTU Medical، حيث خضع لعملية جراحية واستقر. لاحقًا، تسلل قاتل إلى وحدة مكافحة الإرهاب، وانتحل شخصية طبيب واستدرج جاك إلى الطبيب من خلال الادعاء بأن توني قد استيقظ. تمكن جاك من إحباط محاولة اغتياله. عند الاستيقاظ بالفعل بعد بضع ساعات، لم يكن توني على علم بوفاة ميشيل. بعد أن نصحه الطبيب بضرورة التزام توني بالهدوء، أخبره بيل بوكانان أن حالة ميشيل لا تزال غير معروفة. ومع ذلك، يشك توني بخلاف ذلك ويهرب من وحدة CTU Medical للوصول إلى جهاز كمبيوتر، حيث يعلم بمصير زوجته. أبلغه بيل لاحقًا أن CTU قد اكتشفت كريستوفر هندرسون متورطًا في القتل.
ينتهي الأمر بتوني مغلقًا داخل CTU Medical جنبًا إلى جنب مع هندرسون عندما يطلق الإرهابيون غاز الأعصاب Sentox في المبنى، مما أسفر عن مقتل العديد من الموظفين. غاضبًا وشعورًا أنه لم يتبق له شيء ليعيش من أجله، قرر توني قتل هندرسون عن طريق حقنه بجرعة قاتلة من مادة الهيوسين-بنتوثال بينما يبدو أنه في غيبوبة. أدت محاولات جاك لإثنائه في النهاية إلى تردد توني، وتم منح هندرسون وقتًا لنزع سلاح توني من المحقنة وحقنه بها قبل الهروب. قبل أن يحصل جاك على المساعدة الطبية، يبدو أن توني يموت.

### اليوم السابع
تم اكتشاف أن توني على قيد الحياة ويعمل حاليًا مع مجموعة إرهابية لتعطيل غزو الرئيس الأمريكي أليسون تيلور لسانجالا من خلال ابتزازها بهجمات إرهابية. تم الكشف في النهاية أن كريستوفر هندرسون أخطأ عن قصد قلب توني عندما طعنه وخطط لقلبه. لقد جعل شعبه يأخذ جثة توني، وتمكنوا من إحيائه في غضون 10 دقائق من وفاته الظاهرة. جاك باور ومكتب التحقيقات الفيدرالي يعتقلان توني. يطلب جاك استجواب توني، لكنه فشل في جعله يتحدث. ومع ذلك، أثناء الاستجواب، سخر توني من جاك لمهاجمته، وأثناء القتال، كان توني قادرًا على إعطاء جاك كلمة السر "ديب سكاي". يتعرف جاك على هذا الرمز كرمز قديم لوحدة التحكم في المعاملات لرقم هاتف، والذي يتصل به بمجرد أن يكون على انفراد. يقوده الرقم إلى بيل بوكانان وكلوي أوبريان اللذان يكشفان أن توني كان يعمل متخفيًا لكشف المسؤولين الأمريكيين الفاسدين الذين يعملون مع الجنرال بنجامين جمعة، دكتاتور سانغالا ومرتكب الإبادة الجماعية الجماعية. علاوة على ذلك، يحتاج توني إلى الإفراج عنه حتى يتمكن من مواصلة عمله. جاك يخرج توني من حجز مكتب التحقيقات الفيدرالي وينضم إليه، بيل وكلوي في استئناف عمليتهم المستقلة، والتي تتوج بالقضاء على الجماعة الإرهابية، وكشف حلفاء جمعة في الحكومة الأمريكية، ومقتل الجنرال جمعة وفريقه. الجنود الذين اقتحموا البيت الأبيض.
بعد انتهاء حصار البيت الأبيض، يتبارى جاك وتوني لاعتراض شحنة من الأسلحة البيولوجية ثم استعادتها من قبل جوناس هودجز، رئيس شركة المرتزقة ستاركوود، الذي ينوي ابتزاز الرئيس وسن تشريعات تنفيذية تفيد نفسه. بمساعدة مكتب التحقيقات الفيدرالي، نجح جاك وتوني في تدمير الأسلحة الكيميائية في مجمع ستاركوود، على الرغم من تعرض جاك للسلاح الحيوي والمصاب.
بعد تدمير الأسلحة، تم الكشف عن أن توني يعمل بالفعل مع الإرهابيين. قام بقتل عميل مكتب التحقيقات الفيدرالي لاري موس واستعاد العلبة المتبقية من السلاح الكيميائي، والتي أعطاها لكارا بودين، ممثلة المتآمرين، الذين خططوا جميعًا لأحداث اليوم والذين كان هودجز عضوًا فيها سابقًا. بدأ توني والمتآمرين عملياتهم ومحاولة تفجير العلبة داخل أنفاق العاصمة. أوقفهم جاك ومكتب التحقيقات الفيدرالي، الذين ألقوا القبض على توني واستعادوا العلبة قبل أن تنفجر. أثناء قيامهم بنقل توني إلى مكتب التحقيقات الفيدرالي، تتصل كارا بجاك ومن خلال تهديدات لابنته كيم باور، تجبره على مساعدة توني في الهروب من الحجز. جاك يسلم توني إلى كارا، ثم يأخذون جاك رهينة لإنقاذ بقايا الفيروس من دم جاك وأنسجته وأعضائه المصابة. أخيرًا بمفرده مع توني، يحاول جاك التفكير مع الرجل الذي كان في يوم من الأيام أقرب أصدقائه. يكشف توني أن هدفه الحقيقي كان دائمًا الاقتراب بما يكفي من آلان ويلسون، المتآمر الرئيسي وراء هجمات اليوم والرجل المسؤول عن مقتل ديفيد بالمر وميشيل ديسلر. أقنعت تصرفات توني ويلسون بأنه يمكن السماح له بالمزيد من الانخراط في دائرة المؤامرة وأقام اجتماعًا نادرًا يخطط توني للانقلاب عليه.
وصل ويلسون للتحدث مع توني، لكن المجموعة تعرضت لكمين من قبل مكتب التحقيقات الفيدرالي. يتراجع إلى مستودع، يقتل توني كارا وزوايا ويلسون. بينما يستعد توني لقتله، يكشف أن ويلسون لم يقتل ميشيل فحسب، بل قتل أيضًا ابنهما الذي لم يولد بعد. وصل جاك وريني، مما أدى إلى تعطيل توني قبل أن تتاح له فرصة الانتقام. تم اقتياد توني بعيدًا إلى حجز مكتب التحقيقات الفيدرالي مرة أخرى، وشتم جاك وغاضبًا.

### 24: الانفرادي - عش يوما اخر
في ميزة خاصة مدتها سبع دقائق حصرية لمجموعة Live Another Day Blu-ray، 24: Solitary، يطلب توني نقله إلى عامة السكان، بعد حوالي 8 سنوات من اليوم السابع، حتى يتمكن من العمل كمتخفي "مصدر داخلي" وتقديم معلومات عملية عن السجناء الآخرين. ويذكر أن رغبته في الانتقام استهلكته وأن ميشيل "لم تكن لتوافق على الرجل الذي أصبحت عليه" بعد وفاتها. يقبل حقيقة أنه سيموت في السجن، لكنه يأمل في إنقاذ حياة واحدة على الأقل حتى يكون جديراً بحب ميشيل مرة أخرى. عندما أنكر مدير السجن قضية توني بسبب أدلة المحامية الأمريكية فانيسا دياز (التي تعارض أي تخفيض في أمن توني)، هاجمها توني بعنف. بعد إخراج توني من الغرفة، تم الكشف عن أن الهجوم كان خدعة حتى تتمكن دياز من تمرير نظارتها إلى توني. تتصل فانيسا بجهة اتصالها على خط آمن وتبلغه أن توني لديه الخطط. يضع توني النظارات ويضغط على زر مخفي على جانب الإطار، والذي يكشف عن مخطط للسجن مع مسار هروب مخطط بعناية على العدسات. إنه واثق من أن كل شيء يسير وفقًا للخطة وأنه، قريبًا، سيكون رجلاً حراً مرة أخرى.

### 24: الإرث
يعود توني الميدا في 24 عرضية، 24: إرث، بعد أن هرب من السجن وأصبح مرتزقًا.  عندما حجب هنري دونوفان معلومات حول تعاملاته مع الإرهابيين ولم تتمكن وحدة مكافحة الإرهاب من كسره، استأجرت ريبيكا إنغرام ألميدا لتوفير استجواب محسّن. دفعت ألميدا لاحقًا لقتل آرا ناصري من قبل دونالد سيمز ودخلت في صراع مع إريك كارتر. يرفض ألميدا التنحي ويخسر معظم فريقه أمام كارتر. تتلقى ألميدا مكالمة من جون دونوفان تكشف عن هوية ناصري وحقيقة أن الناصري هو أفضل فرصة لهم لإنقاذ ريبيكا. ألميدا يقف ويطلب من كارتر إنقاذ ريبيكا.

## مظاهر أخرى
قام المنتج ديفيد فيوري بالتغريد بأنه كان لديه اجتماع عشاء مع كارلوس برنارد، هوارد جوردون، ماني كوتو، باتريك سومرفيل، والملحن شون كاليري، مما أدى إلى تكهنات بأن توني سيعود في سلسلة الأحداث المحدودة 24: عش يومًا آخر.  بعد أن أصبح واضحًا أن توني لن يعود في Live Another Day، بعد أشهر، في 8 يوليو 2014، بعد يوم واحد من تأكيد Fury أن توني لا يزال في السجن، تم الإعلان عن ظهور Tony في Live Another Day DVD / ميزة Blu-ray تسمى 24: Solitary.  ما إذا كان سيكون مظهرًا جسديًا في نصف برنارد غير معروف ؛ في إعلان DVD / Blu-ray، قيل، مع ذلك، "عادت شخصية من الماضي"، مما يعني أن برنارد سوف يصور توني مرة أخرى. 
في 21 أغسطس 2014، تم التأكيد بشكل قاطع على أن برنارد سيعود لتصوير توني في 7 دقائق و 6 ثوانٍ " 24: انفرادي " عندما تم إطلاق صورة له مرة أخرى يصور توني في بذلة السجن البرتقالية. 